# Kid vs. Kat
Kid vs. Kat is een Canadese animatieserie, ontwikkeld door Studio B Productions en Decode Entertainment. De serie is bedacht en deels geregisseerd door Rob Boutilier. Kid vs. Kat telt twee seizoenen van ieder 26 afleveringen, die oorspronkelijk van 25 oktober 2008 tot en met 4 juni 2011 werden uitgezonden.
De serie was in nagesynchroniseerde vorm in Nederland te zien op Jetix en Disney Channel.

## Verhaal
De tienjarige Coop weet als enige dat de kat van zijn zusje in werkelijkheid een buitenaards wezen is. Niemand gelooft hem, dus probeert hij uit alle macht de kat te ontmaskeren. De kat probeert op zijn beurt Coop uit de weg te ruimen.

## Personages

### Hoofdkarakters
- Cooper "Coop" Burtonburger is een tienjarige jongen die als enige weet van Kats ware aard. Hij is ervan overtuigd dat Kat kwaadaardig is, hoewel in sommige afleveringen wordt getoond dat Coop Kat waarschijnlijk verkeerd begrijpt. Coop heeft bruin haar en blauwe ogen.
- Mr. Kat is een cybernetisch buitenaards wezen dat sterk lijkt op een Sphynx. Hij zit vast op aarde en doet zich voor als een huiskat om niet op te vallen. Kats primaire doel is om terug te keren naar zijn thuisplaneet, maar Coop saboteert steeds al zijn plannen omdat hij denkt dat kat iets slechts van plan is. Meneer Kat doet alle gemene plannen omdat hij vindt dat het Coops schuld is dat hij op aarde is gekomen.
- Mildred "Millie" Burtonburger is Coops jongere zusje, en de eigenaar van Kat. Ze heeft zwart haar en draagt een rode bril. Ze is erg goed in mensen laten doen wat ze wil.
- Dennis is Coops beste vriend en de enige die hem gelooft dat Kat een alien is. Hij heeft zwart haar en groene ogen.
- Burt Burtonburger is de vader van Coop en Millie. Hij heeft zwart haar en draagt altijd een bril.
- Oude Mevrouw Munson is de nieuwsgierige en bemoeizuchtige oude buurvrouw van de Burtonburgers. Ze haat alle kinderen (en de familie Burtonburger), met uitzondering van Millie.
- Fibi is een klasgenoot van Coop. Ze heeft een oogje op hem, maar dat gevoel is niet wederzijds. In het Engels heet ze Phoebe.
- Henry is de vader van Dennis en de aartsrivaal van Burt.
- Lorn is een van de twee pestkoppen op school en heeft altijd een filmcamera bij om Coops gekke acties vast te leggen. Hij noemt Coop ook vaak het "Katten Jong".
- Harley is het broertje van Lorn en helpt hem om te pesten. Hij zit een klas lager dan Coop.

## Rolverdeling (Nederlands)
- Coop Burtonburger - Christian Nieuwenhuizen
- Millie Burtonburger - Lizemijn Libgott
- Burt Burtonburger - Frans Limburg
- Dennis - Jary Beekhuizen
- Phoebe - Robin Virginie
- Old Lady Munson - Ine Kuhr
- Henry - Stan Limburg
- Lorne -
- Harley -

## Afleveringen
Er zijn langere afleveringen van Kid vs. Kat, maar ook korte filmpjes. Korte filmpjes duren ongeveer één minuut.

### Lijst van de afleveringen
- De strijd kan beginnen/Nacht van de Zombie-Katten
- Trespassers Will Be Persecuted/Jee minee
- Do Not Fort Sake Me/Koekjes van eigen deeg
- Nip/Duck/Search and De-Toy
- Flu The Coop/Klasse Actie
- Hypnose Kat/De Allergie
- Alleen ik en lijm/You'll Be Show Sorry
- Hoe de toets is gehaald/Ik ben Oké, jij bent een kat
- Help! Een weerkat!/Snoep of je leven
- Dial B For Babysitter/Het Gras is altijd Gemener
- Een grote, blije Familie/Vrolijke Kampeerders
- U.F.O. optocht/IJspret
- Huis van Angst/Planter's Warp
- Vloek van Tutankittys Tombe/Pet Peeved
- Don't Give Me No Static/Storm Drained
- Frisky Katten Zaken/Teed Off
- Iets Vissigs in Owl Lake/Dire Education
- Crouching Cooper, Hidden Kat/Tom-Kat Foolery
- We vertrouwen op de Hond/Catch My Drift
- Suddenly Last Slammer/Het Katje verdwijnt
- Vang de Kat/Ruimte Achtervolging
- Vlieg op/Vette Kat
- De Katten Fluisteraar/Bend It Like Burtonburger
- Stall that Jazz/Wordt Verbouwd
- Hack Kat Attack/Het is een Raket Man
- Kerstmis Special 1/Kerstmis Special 2